# Governació de Madaba

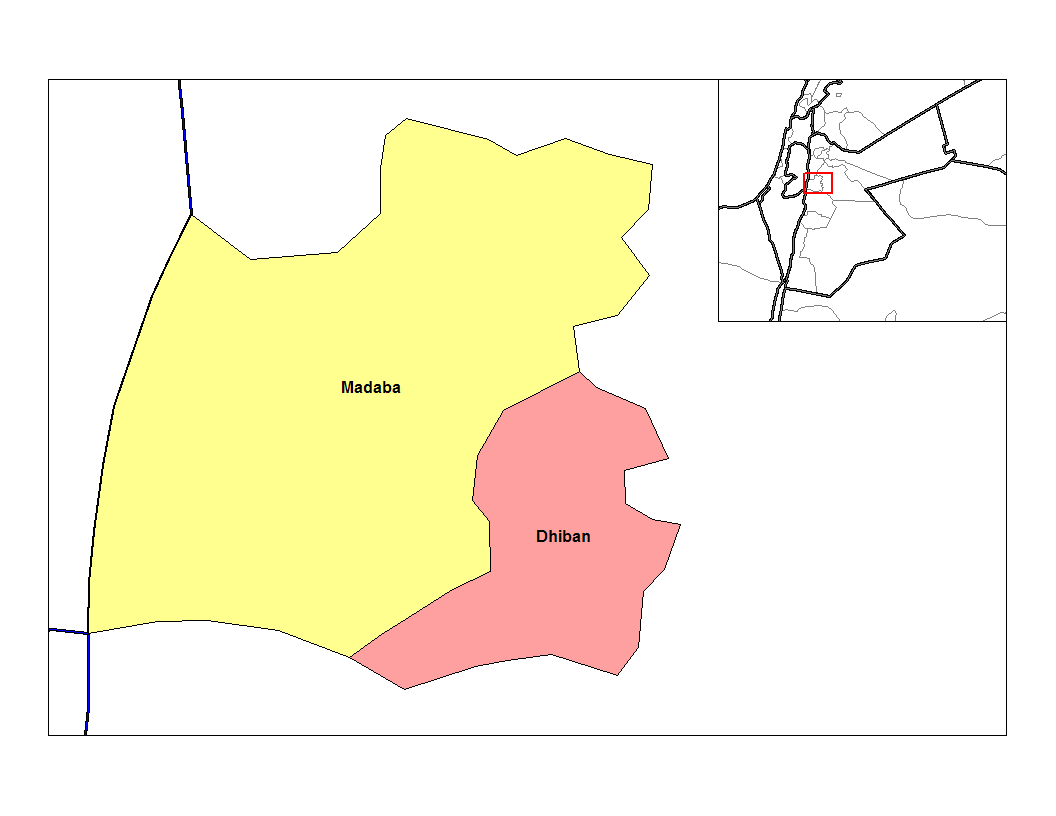
Nàhiyes o districtes de la governació de Madaba.

La governació o muhàfadha de Madaba (àrab: محافظة مادبا, muḥāfaẓat Mādabā) és una de les dotze governacions del Regne Haiximita de Jordània. Es troba a l'oest d'Amman, la capital de Jordània. La capital de la governació és la ciutat homònima de Madaba.

## Demografia
La governació de Madaba posseeix una extensió de territori que abasta una superfície de 2.008 km² i hi resideixen més de 129.792 habitants (2004). La densitat de població d'aquesta governació és de 64,63 hab./km².

## Divisions internes
La governació de Madaba consta de dues nàhiyes o districtes, Dhiban i Madaba.